# Aulohalaelurus kanakorum
La pintarroja de Nueva Caledonia o pintarroja de Kanakorum (Aulohalaelurus kanakorum) es una especie de peces de la familia Scyliorhinidae en el orden de los Carcharhiniformes.

## Morfología
- Los machos pueden llegar alcanzar los 79 cm de longitud total.[2][3]

## Hábitat
Es un pez  de clima tropical y asociado a los  arrecifes de coral que vive hasta los 49 m de profundidad.

## Distribución geográfica
Se encuentran en Nueva Caledonia.